# خوان والدیویسو
خوان والدیویسو (اسپانیایی: Juan Valdivieso‎; ۶ مهٔ ۱۹۱۰ – ۲ مهٔ ۲۰۰۷ (۹۶ سال)) بازیکن و مربی فوتبال اهل پرو بود.
از باشگاه‌هایی که در آن بازی کرده‌است می‌توان به باشگاه فوتبال آلیانزا لیما اشاره کرد.
وی همچنین در تیم ملی فوتبال پرو بازی کرده‌است.